# Ізвоареле (комуна, Джурджу)
Ізвоареле (рум. Izvoarele) — комуна у повіті Джурджу в Румунії. До складу комуни входять такі села (дані про населення за 2002 рік):
- Ізвоареле (1570 осіб)
- Валя-Бужорулуй (640 осіб)
- Дімітріє-Кантемір (298 осіб)
- Кіріаку (1717 осіб)
- Петру-Рареш (264 особи)
- Раду-Воде (336 осіб)

Комуна розташована на відстані 51 км на південний захід від Бухареста, 21 км на північний захід від Джурджу.

## Населення
За даними перепису населення 2002 року у комуні проживали 4825 осіб. Усі жителі комуни рідною мовою назвали румунську.
Національний склад населення комуни:
| Національність   | Кількість осіб | Відсоток |
| ---------------- | -------------- | -------- |
| румуни           | 4798           | 99,4%    |
| цигани           | 25             | 0,5%     |
| росіяни-липовани | 2              | < 0,1%   |

Склад населення комуни за віросповіданням:
| Релігія       | Кількість осіб | Відсоток |
| ------------- | -------------- | -------- |
| православні   | 4791           | 99,3%    |
| п'ятдесятники | 19             | 0,4%     |
| адвентисти    | 12             | 0,2%     |
| не релігійні  | 2              | < 0,1%   |

## Зовнішні посилання
- Дані про комуну Ізвоареле на сайті Ghidul Primăriilor [Архівовано 11 вересня 2009 у Wayback Machine.]